# Diona
Diona este un personaj din mitologia greacă. Din unirea ei cu Zeus s-a născut Afrodita.